# Eitan Cabel

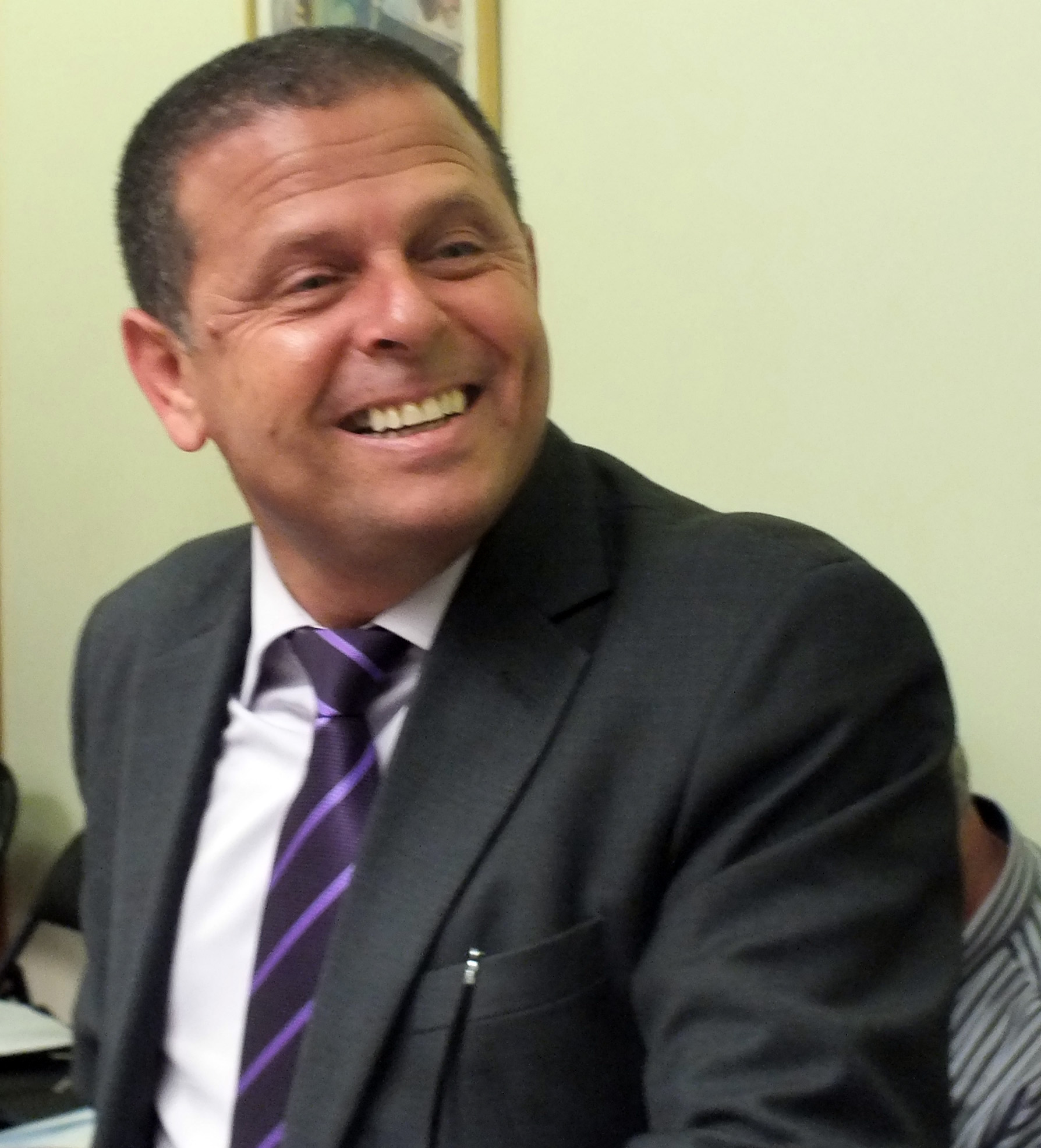
Eitan Cabel

Eitan Cabel (hebräisch איתן כבל, * 23. August 1959 in Rosch haAjin) ist ein israelischer Politiker der Awoda.

## Leben
Nach seinem Militärdienst studierte Cabel an der Hebräischen Universität Jerusalem. Er ist seit 1996 Abgeordneter in der Knesset. Von 2006 bis 2007 war Cabel Minister ohne Geschäftsbereich. Er ist verheiratet und hat vier Kinder.